# أنتيني
أنتيني هي بلدية فرنسية تقع في إقليم الأردين في منطقة غراند إيست.   